# Pensamiento divergente
El pensamiento divergente es un proceso de pensamiento que  genera ideas creativas mediante la exploración de muchas posibles soluciones.  El pensamiento divergente contrastaría con el pensamiento lógico que busca una sola solución correcta basada en nuestros conocimientos previos y ordenados de manera lógica. En cambio, el pensamiento divergente típicamente de forma espontánea, de modo fluido,  tal que muchas ideas son generadas en una pequeña cantidad de tiempo y estas conexiones inesperadas son dibujadas en nuestra mente. Después de que los procesos de pensamiento divergente han sido completados, las ideas e información son organizadas y estructuradas usando pensamiento convergente.
Los psicólogos han encontrado que un alto coeficiente intelectual no garantiza la creatividad. En cambio, los rasgos de personalidad que promueve el pensamiento divergente son más importantes. El pensamiento divergente es encontrado entre las personas con rasgos de personalidad tales como: inconformismo, curiosidad, persistencia y voluntad de asumir riesgos.

## Alegría y Pensamiento divergente
Se ha elaborado un paralelismo entre la alegría de los niños en edad preescolar y el pensamiento divergente. En un estudio documentado por Lieberman (1965), la relación entre esos 2 rasgos fue examinada siendo “conceptualizada y operacionalmente definida" en términos de rasgos físicos, rasgos sociales, espontaneidad cognitiva, sentido del humor y manifestación de alegría (Lieberman, 1965). El autor describe que durante el estudio mientras observaban el comportamiento de los niños al jugar “ellos notaron diferencias individuales en espontaneidad, insinuaciones de alegría y sentido del humor" que implica una relación entre las cualidades anteriores y algunos de los factores encontrados entre la creatividad estructural intelectual de adultos y adolescentes (Lieberman, 1965). Este estudio puso de relieve los comportamientos entre el pensamiento divergente, la creatividad, y la alegría durante la niñez, los cuales se manifiestan en años posteriores en adultos y adolescentes creativos. Futuras oportunidades en investigación en esta área podrían explorar un estudio longitudinal de los niños en edad preescolar y el desarrollo o evolución de habilidades del pensamiento divergente a través de la adolescencia hasta la edad adulta, para fundamentar el vínculo entre la alegría y el pensamiento divergente en etapas posteriores. Un fin interesante de este estudio sería como este podría ayudar a los padres y profesores a identificar este comportamiento (o falta de esto) en niños, específicamente en una edad cuando eso puede ser reforzado si ya lo demuestra, o soportado si todavía no lo demuestra.

## Efectos del estado de ánimo positivo y negativo sobre el pensamiento
En un estudio de la Universidad de Bergen, Noruega, se examinaron los efectos del estado de ánimo positivo y negativo sobre el pensamiento divergente (Pinto, 1998). En este estudio, casi doscientos estudiantes de psicología y de arte participaron, primero mediante la medición de sus estados de ánimo (mediante un adjetivo) antes de realizar las tareas requeridas. Los resultados mostraron una clara distinción en el rendimiento entre aquellos que tienen un auto-informado estado de ánimo positivo versus aquellos con un estado de ánimo negativo: Los resultados mostraron que un estado de ánimo positivo natural facilita considerablemente el rendimiento, y que un estado de ánimo negativo lo inhiben. Los resultados sugieren que las personas en estado de ánimo elevado podrían preferir estrategias de satisfacción, que conducirían a un mayor número de soluciones propuestas. Las personas en un estado de ánimo negativo podrían elegir estrategias de optimización y estar más preocupados con la calidad de sus ideas, lo cual es perjudicial para el rendimiento en este tipo de tareas (Pinto, 1998). 
Una serie de estudios relacionados sugirió una relación entre el estado de ánimo positivo y la promoción de la flexibilidad cognitiva (Isen y Daubman, 1984, Isen, Johnson, Mertz y Robinson, 1985). En un estudio de 1990 por Murray, Sujan, Hirt y Sujan, esta hipótesis del humor fue examinada más de cerca y encontrada positiva: "los participantes fueron capaces de ver las relaciones entre los conceptos, así como de demostrar habilidades avanzadas para distinguir las diferencias entre los conceptos" (Pinto, 1998). Este grupo de investigadores trazó un paralelo entre "sus hallazgos y la solución creativa de problemas", con el argumento de que "los participantes en un estado de ánimo positivo se encuentran en mejores condiciones tanto para diferenciar como para integrar una información inusual y diversa" (Pinto, 1998). Esto demuestra que están en una clara ventaja cognitiva al realizar tareas relacionadas con el pensamiento divergente en un estado de ánimo elevado. Mayor investigación en este tema podría dar a este un paso adicional para explorar estrategias efectivas para mejorar el pensamiento divergente cuando se esté en un estado de ánimo negativo, por ejemplo: cómo moverse más allá de "optimizar estrategias" en las estrategias de satisfacción, en lugar de centrarse en "la calidad de las ideas", en orden de generar más ideas y soluciones creativas (Pinto, 1998).

## Efectos de la privación del sueño en el pensamiento divergente
Aunque se hayan realizado pocas investigaciones sobre el impacto de la privación del sueño en el pensamiento divergente, un estudio realizado por J.A. Horne (1988), dice que incluso cuando se tiene motivación para hacer las cosas bien, el sueño puede afectar directamente el rendimiento del pensamiento divergente. En este estudio, doce sujetos fueron privados de sueño durante treinta y dos horas, mientras que otro grupo de doce personas mantuvieron su rutina normal de sueño. El rendimiento de los sujetos en una tarea de fluidez de palabras y una desafiante prueba de planificación no verbal, fue "significativamente afectada por la pérdida de sueño", incluso cuando fue controlado el factor de motivación personal para llevar a cabo el test (Horne, 1988). Este estudio mostró que incluso "una noche de pérdida de sueño puede afectar el pensamiento divergente", que "contrasta con el resultado de las tareas de pensamiento convergente, que son más resistentes a la pérdida de sueño a corto plazo" (Horne, 1988). Las investigaciones sobre la privación del sueño y el pensamiento divergente pueden ser exploradas tanto a nivel biológico como químico, para identificar la razón por la cual el funcionamiento cognitivo, (como se relaciona con el pensamiento divergente) se ve afectado por la falta de sueño y si hay una diferencia en su impacto cuando los sujetos carecen de REM y sueño no REM.